# Ceresium seminigrum
Ceresium seminigrum là một loài bọ cánh cứng trong họ Cerambycidae.